# Depilación

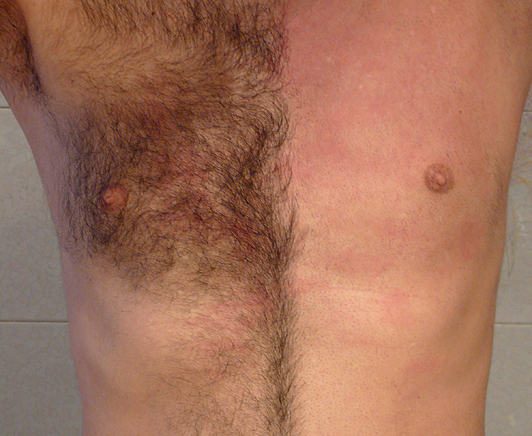
Depilación del vello pectoral

La depilación o extirpación del pelo es una técnica cosmética que consiste en eliminar el vello de alguna zona del cuerpo, utilizada particularmente por el ser humano (sin importar el género).Para esto se pueden poner en practica varias tecnicas;La utilización de rasuradora o depiladora electrica,cera caliente,rayos X,etc.El metodo más difícil consiste en destruir la raíz mediante la cauterización eléctrica. El depilado puede llegar a ser muy doloroso, dependiendo de la zona de la que se elimine el vello.

## Áreas con vello más frecuentes
Es muy habitual que aparezca vello en diversas zonas del cuerpo, pero ciertas culturas no aceptan que ocurra en determinadas zonas. La distribución del vello en el cuerpo depende de la persona y del área geográfica. Las personas de los países nórdicos, los indios americanos, los afrodescendientes y los orientales no suelen tener casi vello corporal. En los países de la Europa mediterránea se suele ser más velludo.

### Aceptadas
En la mujer, el vello del cuerpo que no suele crear complejo es:
- El de la cabeza (el cabello)
- Las pestañas
- Las cejas (y aun así, se utilizan técnicas de depilación para definirlas)
- Los brazos en muchas mujeres

En el varón generalmente no está mal visto el vello en el abdomen y el pecho, pero en algunos casos se depila por estética también. Lo mismo ocurre con el pelo en piernas, brazos, parte superior de manos, pies, dedos, ingles, labio y axilas.

### Vello no deseado

#### Mujeres

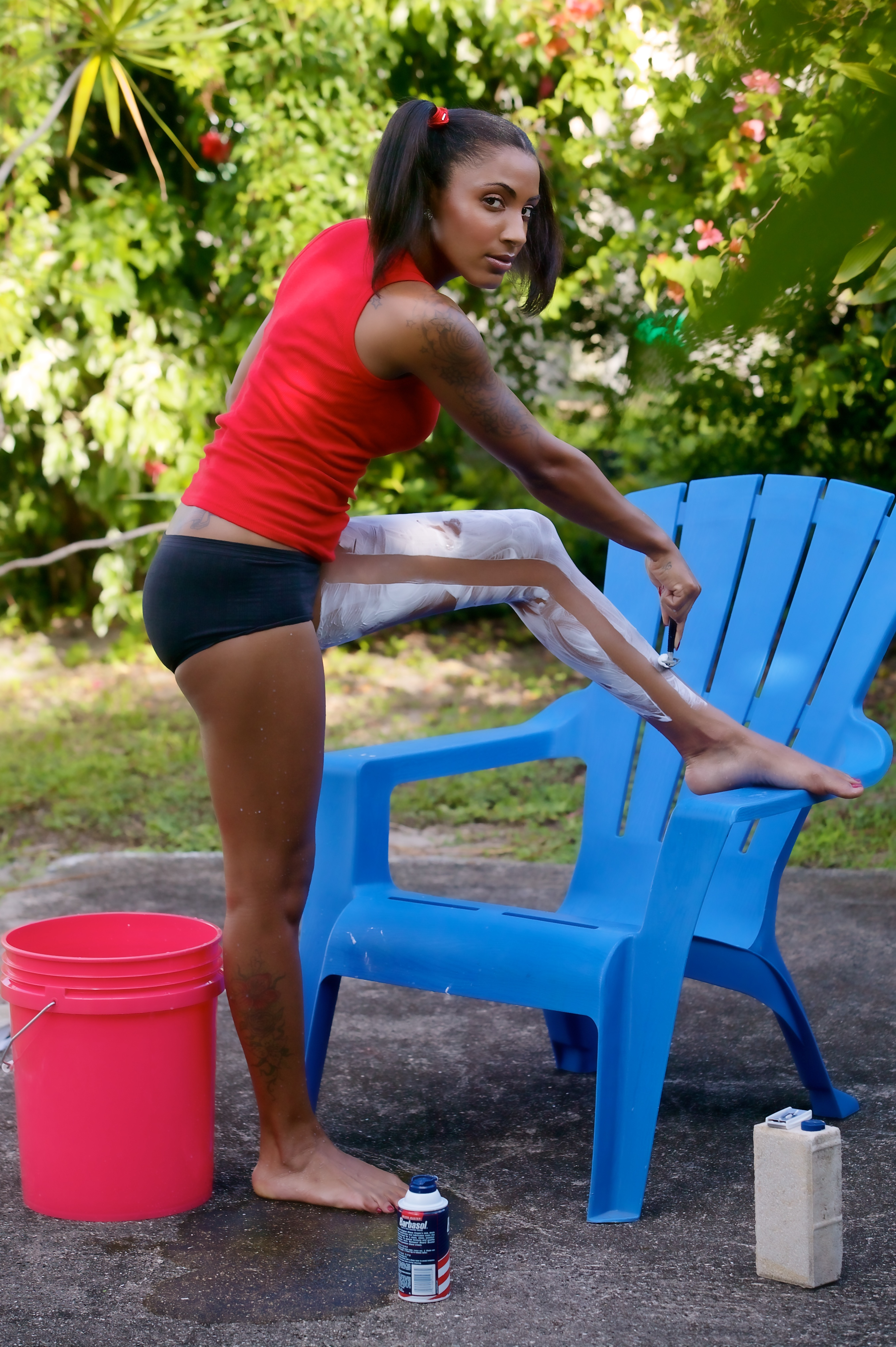
Depilación de las piernas con cuchilla

Las zonas que suelen depilarse las mujeres son las axilas, las piernas y todo aquel vello que no se considere propio del sexo femenino, pero que puede aparecer por la pequeña cantidad habitual de hormonas del sexo masculino: la zona del bigote (bozo), la barriga, los pezones y los glúteos. En algunos casos, muy raros, se puede llegar a tener verdadera barba (ver hirsutismo). Los brazos a veces también se depilan, pero lo habitual es que se decoloren. El vello púbico no se solía depilar, aunque a veces se recortaba o se depilaba parcialmente. Las actrices y actores de cine porno se suelen depilar o reducir mucho el vello de esta zona, siendo esto una elección estética, más que por eliminar algo antihigiénico. El área de la entrepierna también suele depilarse, sobre todo en verano, y se le llama cavado.

#### Hombres
En los hombres, las zonas donde es más habitual realizarse la depilación son las piernas, el tórax, la espalda y los hombros. Algunos hombres se depilan el entrecejo. Habitualmente, los hombres solo se depilaban si practicaban algún deporte que lo requiriera (atletismo, natación, ciclismo, patinaje, etc.), pero hoy en día son muchos los que lo hacen por motivos estéticos (véase metrosexual). En algunos países es un poco mal vista la depilación masculina, ya que esta técnica se suele reservar exclusivamente para las mujeres según los patrones culturales producto del sexualismo arraigado en los mismos.
Cada vez más hombres optan por eliminar el vello de sus partes íntimas por razones de higiene, comodidad y estética. Aunque existen diferentes métodos disponibles, es importante tener en cuenta las precauciones y los cuidados necesarios para evitar problemas y complicaciones (véase depilación láser).

#### Ambos sexos
Vello indeseado en ambos sexos:
- Nalgas en los hombres es mucho más admitido que en la mujer. Normalmente, es un poco menos frecuente que tener pelo en el pecho y la barriga, pero aun así es muy habitual en los hombres.
- El vello de la espalda suele salir en los hombres, al final de la adolescencia o en la adultez. Normalmente, sigue apareciendo más cantidad hasta los 40 o 50 años, cuando ya solo se renueva el que existe.
- Cuando empieza a salir el vello púbico en la pubertad algunas veces también sale alrededor del ano.
- En ambos sexos suele aparecer pelo dentro de la nariz, y de los orificios del oído.

Zonas en las que pocas veces aparece pelo:
- En la punta de la nariz.
- En el lóbulo de la oreja (más común en ancianos)

## Métodos de depilación

### Depilación con cera

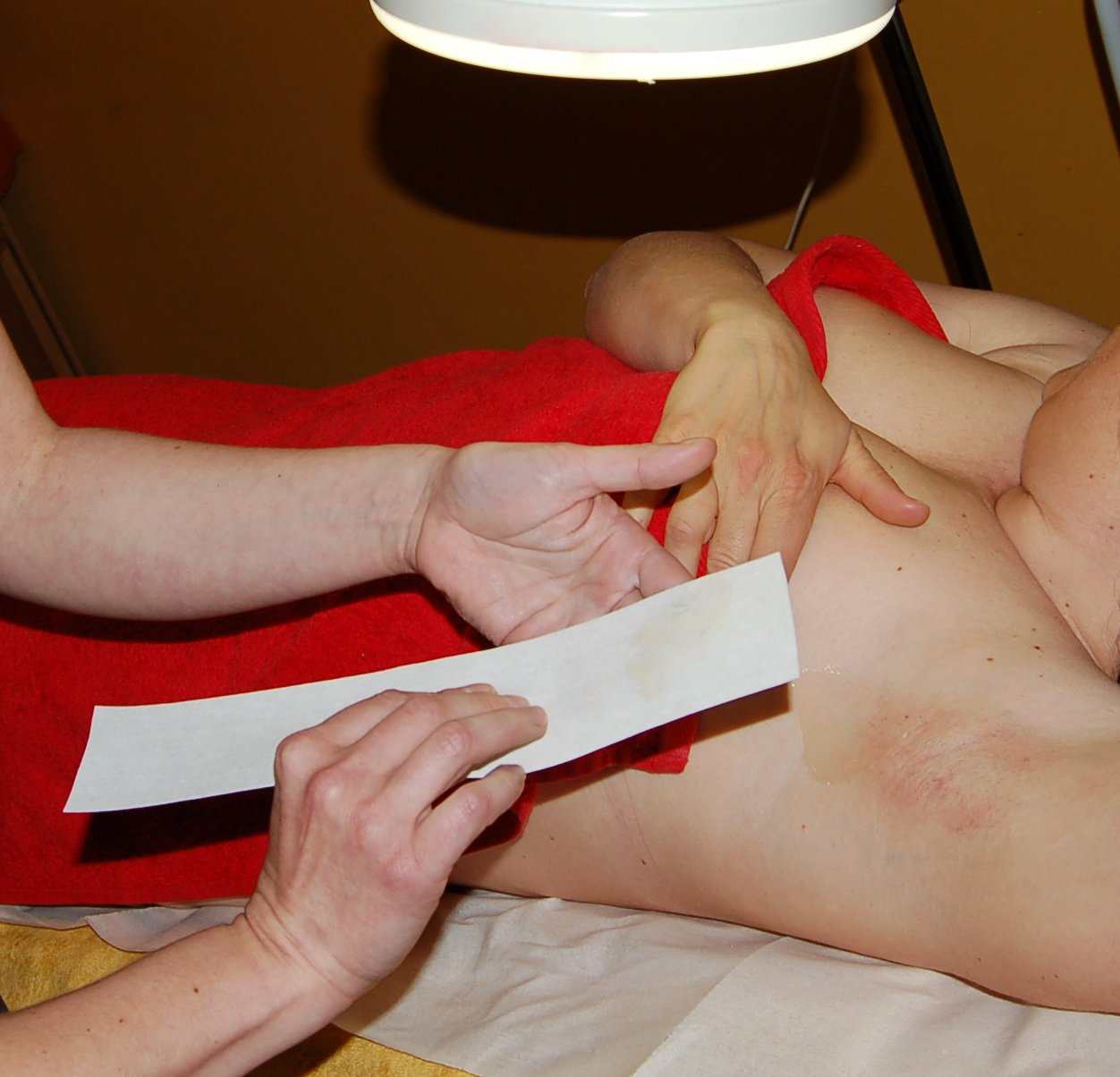
Depilación con cera

La depilación con cera se puede aplicar mediante bandas, con espátula o con un aplicador roll-on. La cera de las bandas es habitualmente cera fría. La cera fría pueden ser polímeros químicos o bien derivados de resinas vegetales. La cera que se aplica mediante espátula habitualmente son azúcares (cera caliente) o bien derivados de resinas, mientras que si se aplica mediante roll-on lo más habitual es que sea una cera tibia a base de azúcares. Su duración es de 3 a 4 semanas. Este método puede llegar a ser muy doloroso.

### Afeitado
El método de afeitado o cuchilla es el método más usado para la zona de las piernas, axilas y pubis, es el método más fácil y rápido, pero puede causar problemas de irritación, además de que el tiempo de duración no es muy prolongado (no más de tres días, además de que no saca el vello de raíz).

### Crema depilatoria
El uso de una crema depilatoria es el de eliminar el vello superficial. Hoy en día se cuentan con múltiples opciones, pero similar al uso del método de afeitado, los efectos no son muy duraderos. Las cremas depilatorias son preparados a base de ácido tioglicólico. Generalmente, los resultados pueden durar entre 2 a 5 semanas debido a que el vello es eliminado desde la raíz por una sustancia química, que humecta el pelo y destruye su estructura. Actualmente, existen diferencias en las cremas depilatorias para hombres y para mujeres, la primera suele ser más fuerte.

### Decoloración del vello
Técnicamente, la decoloración del vello no es un método de depilación, pero cumple hasta cierto punto el mismo objetivo, ocultar el vello en aquellas zonas que no se ve bien. Se utilizan productos químicos para la decoloración de los vellos, estos productos pueden reaccionar a la acción de la luz solar o bien pueden requerir la aplicación durante un determinado tiempo para luego ser enjuagados.

### Depilación láser

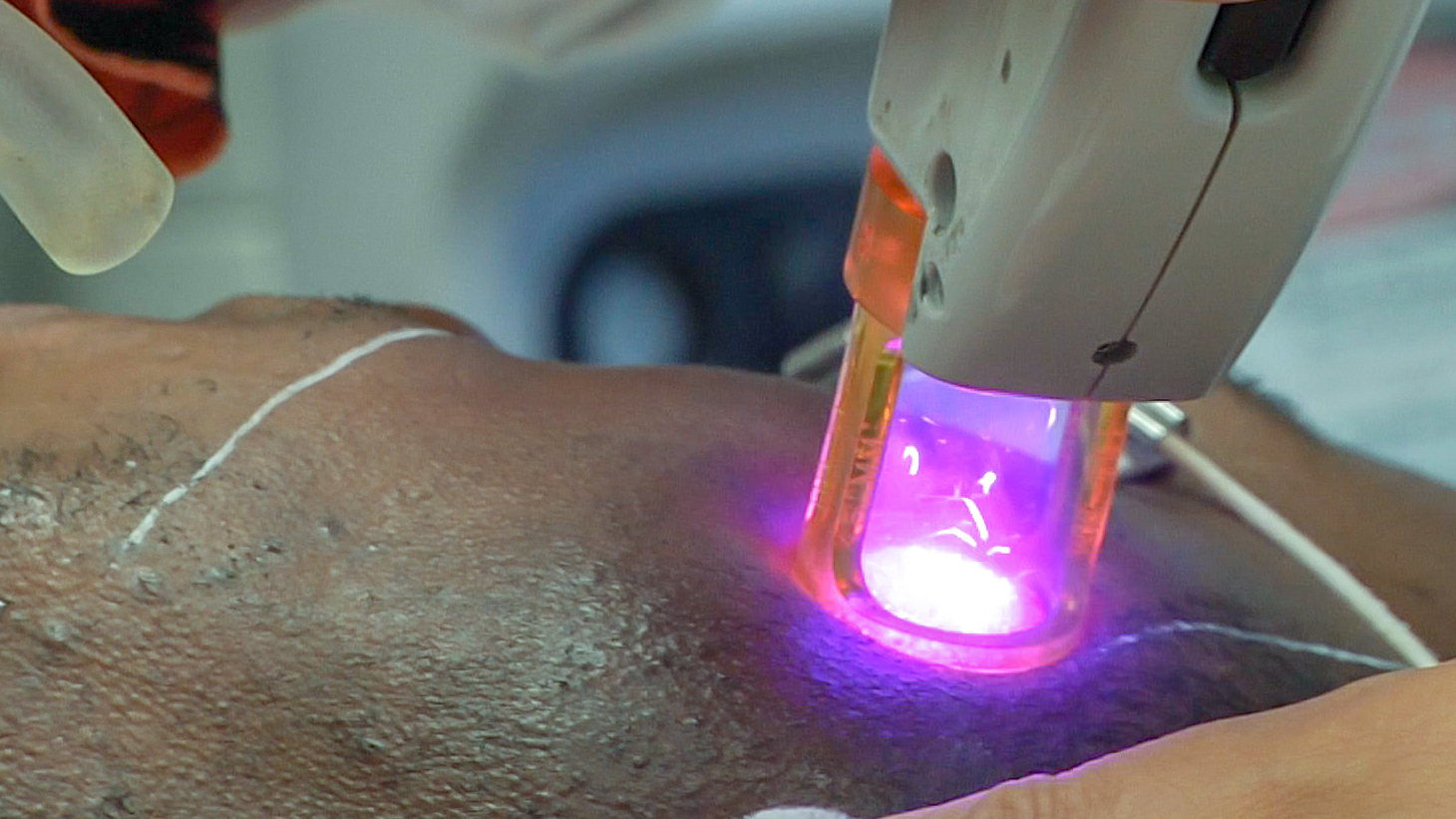
Depilación láser

Depilación láser es un método que busca la eliminación del vello mediante una descarga de energía en la zona elegida para el tratamiento. Es muy costosa y consta de varias sesiones para llegar al resultado óptimo. Se trata de un método de depilación definitiva, ya que se anula la raíz del vello, impidiendo que vuelva a crecer en esa zona.
Antes de someterte a la depilación láser, es importante tener en cuenta algunas precauciones. Por ejemplo, si tienes una infección bacteriana o viral en la piel, se recomienda posponer el tratamiento para evitar que la infección se propague. Además, las personas que padecen herpes labial o genital deben tomar medidas de profilaxis antes del tratamiento. 

### Depilación definitiva por electrólisis
La depilación por electrólisis consiste en introducir una aguja ultrafina por debajo de la piel para llegar al folículo del vello. De esta manera se aplica una corriente leve que destruye directamente la raíz del pelo. Es un procedimiento que demanda mucho tiempo, es costoso y genera algunas molestias durante el tratamiento. El vello en esa zona no vuelve a crecer más.

### Otros métodos
Se conoce coloquialmente como depilado brasileño a la técnica de depilado aplicada específicamente al área de entre las nalgas y también cercana al ano. Una de las razones por el que puede ser efectuado es para posteriormente usar un tanga.
El método de depilado puede involucrar agentes adhesivos. Un caso es el de aplicar cera caliente al área a tratar, y proceder con un decisivo arranque después que ésta se haya enfriado. En otro caso, el producto pegajoso es cubierto con tela, la cual es arrancada de sobre la superficie de la piel.
El método manual consiste, comúnmente auxiliado por unas pinzas finas, de arrancar pelo por pelo. Este método es más frecuente para depilar zonas pequeñas o detalles, como dar forma a las cejas.
También se venden maquinillas eléctricas que arrancan el vello corporal gracias a unos rotativos que enganchan el pelo y posteriormente lo sacan.